# Mark Edmondson
Mark Edmondson (* 24. června 1954 Gosford) je bývalý australský profesionální tenista, čtyřnásobný vítěz mužské čtyřhry na Australian Open a šampión ve stejné soutěži na French Open.
Jeho největším úspěchem v kariéře bylo překvapivé vítězství ve dvouhře na Australian Open 1976. Do turnaje nastupoval jako 212. hráč žebříčku ATP. Jedná se o posledního australského tenistu, který vyhrál dvouhru na tomto grandslamu.